# Zetta-
Zetta (símbol Z) és un prefix del Sistema Internacional que indica un factor de 1021, o 1.000.000.000.000.000.000.000.
Adoptat el 1991, prové del francès sept, que significa set, ja que és igual a 10007
Per exemple;
1 Zettàmetre = 1 Zm = 1021 metres
1 Zettagram = 1 Zg = 1021 grams
1 Zettasegon = 1 Zs = 1021 segons